# Spektrum zaburzeń afektywnych dwubiegunowych
Spektrum zaburzeń afektywnych dwubiegunowych (ang. bipolar spectrum) – koncepcja nozologiczna, w myśl której istnieje kontinuum między zaburzeniami dwubiegunowymi (typu 1, typu 2, cyklotymią), depresją nawracającą i subklinicznymi postaciami tych zaburzeń. Według Angsta można mówić o spektrum dwubiegunowym w dwóch uzupełniających się znaczeniach:
- spektrum ciężkości, od najcięższych postaci psychotycznych i niepsychotycznych przez postacie o mniejszym nasileniu (dystymia, krótkotrwałe nawracające zaburzenia afektywne), cyklotymię, hipomanię, do zaburzeń osobowości typu borderline i temperamentu cyklotymicznego
- spektrum proporcjonalności nastroju, w którym w środku znajdują się zaburzenia w których nastrój zmienia się od ciężkiej depresji do manii (zaburzenie dwubiegunowe typu 1) lub od stanów subdepresyjnych do hipomaniakalnych (cyklotymia) lub w których ciągłe zmiany nastroju są cechą osobowości (osobowość borderline); po obu stronach spektrum są zaburzenia, w których występują epizody tylko obniżonego nastroju (np. depresja nawracajaca) lub tylko podwyższonego nastroju (np. mania jednobiegunowa)[1].

Akiskal wyróżnił siedem, a potem dziewięć typów w obrębie spektrum choroby dwubiegunowej:
- typ I – klasyczna choroba afektywna dwubiegunowa z typowymi stanami maniakalnymi
- typ I½ – epizody depresji z przewlekłymi stanami hipomaniakalnymi
- typ II – epizody depresji ze stanami hipomaniakalnymi występującymi spontanicznie
- typ II½ – depresja u osoby z temperamentem cyklotymicznym
- typ III – nawracające epizody depresji i hipomanii spowodowane farmakoterapią
- typ III½ – nawracające epizody hipomanii w przebiegu nadużywania alkoholu lub innych środków psychoaktywnych
- typ IV – depresja u osoby z temperamentem hipertymicznym
- typ V – depresja z mieszaną hipomanią
- typ VI – dwubiegunowość w przebiegu otępienia.